# Artur Brauner
Artur Brauner, född 1 augusti 1918 i Lódz, död 7 juli 2019 i Berlin, var en tysk filmproducent med polsk bakgrund. Brauner produceerade över 300 filmer under åren 1946-2018. Han tilldelades två Golden Globes. Brauner var överlevare av Förintelsen och flera av de filmer han producerade berörde detta ämne. Den stora majoriteten av hans produktion var dock rena underhållningsfilmer.
1946 grundade han produktionsbolaget CCC, Central Cinema Company.

## Producent i urval
- 1948 – Morituri
- 1949 – Flickor bakom galler
- 1950 – Våld i hemlighet
- 1951 – Förvildad ungdom
- 1955 – Råttorna
- 1955 – Der Hauptmann und sein Held
- 1956 – Vor Sonnenuntergang
- 1956 – Kärlek
- 1957 – Greven av Luxemburg
- 1958 – Farlig böjelse
- 1959 – En skandalös historia
- 1959 – Storstadsligan
- 1960 – Doktor Mabuses 1000 ögon
- 1962 – Axel Munthe – Der Arzt von San Michele
- 1970 – Den förbjudna trädgården
- 1980 – Charlotte
- 1982 – Den vita rosen
- 1982 – La Passante du Sans-Souci
- 1988 – Hanussen
- 1989 – Rosenträdgården
- 2011 – Wunderkinder